# Arctia paurobalia
Arctia paurobalia là một loài bướm đêm thuộc phân họ Arctiinae, họ Erebidae.